# Craig Murray
Craig Murray (17 de octubre de 1958 - ) es un funcionario, bloguero y diplomático británico. Fue embajador del Reino Unido ante Uzbekistán hasta su destitución, el 14 de octubre de 2004.
Tan pronto como llegó a Uzbekistán, informó al Foreign Office (Ministerio Británico de Relaciones Exteriores) del «carácter fascista» del régimen de Islom Karimov y de la práctica generalizada de la tortura. Ante el silencio de sus superiores de Whitehall, afirma haber descubierto que el MI6 (servicio secreto exterior británico) recurre a los torturadores uzbekos para interrogar prisioneros. Tras un enfrentamiento con el gobierno de Tony Blair, decidió dar a conocer públicamente los hechos.
Sus revelaciones estuvieron en el origen del descubrimiento de una red global de rapto, secuestro y tortura que habría sido puesta en marcha por la CIA y el MI6 después del 11 de septiembre de 2001 y cuya faceta de los «vuelos secretos» es la más documentada en Europa; la existencia de dicha red provocó un gran escándalo en este continente. Por sus revelaciones recibió el Sam Adams Award en 2005.
En noviembre de 2005, Craig Murray participó en la Conferencia internacional Axis for Peace organizada por la Red Voltaire, durante la cual se reúnen diferentes «líderes antiimperialistas».
En julio de 2006, Craig Murray publicó su testimonio con el título Asesinato en Samarkanda. Según él, tras haber sido amenazado con sufrir represalias judiciales, fue forzado a desistir de publicar en Gran Bretaña los documentos oficiales con los cuales prueba sus acusaciones, pero los hizo difundir a través de la Red Voltaire.